# فهرست شماره‌های نگهداری
عبارات اِس(S) در پیوست IV(چهارم) تعریف شده است: توصیه های ایمنی در مورد مواد خطرناک و آماده سازی دستورالعمل اتحادیه اروپا ۶۷/۵۴۸/ای‌ای‌سی - دستورالعمل مواد خطرناک.  این فهرست در دستورالعمل ۲۰۰۱/۵۹/ای‌سی ادغام و بازنشر شد، جایی که می‌توان ترجمه‌هایی را به سایر زبان‌های اتحادیه اروپا یافت. این فهرست متعاقباً به‌روزرسانی شد و در دستورالعمل ۲۰۰۶/۱۰۲/ای‌سی، که در آن ترجمه‌ها به زبان‌های اروپایی دیگر اضافه شد، مجدداً منتشر شد.  کل دستورالعمل ۶۷/۵۴۸/ای‌ای‌سی، از جمله عبارات S، به طور کامل در ۱ ژوئن ۲۰۱۵ توسط مقررات (ای‌سی) شماره ۱۲۷۲/۲۰۰۸ - طبقه بندی، برچسب گذاری و طبق مقررات بسته بندی، جایگزین شد.
این فهرست توسط اتحادیه اروپا منتشر شده‌است و Directive 2001/59/EC نام دارد
- S۱:در جای قفل شده نگاه دارید
- S۲: خارج از دسترس کودکان نگاه دارید
- S۳: در جای خنک نگهداری شود
- S۴: دور از مکان مسکونی نگاه دارید
- S۵: زیرمایع زیر نگاهدارید… (معین شده توسط کارخانه)
- S۶: در زیر گاز نگاه دارید … (معین شده توسط سازنده)
- S۷: در ظرف دربسته محکم نگاه دارید
- S۸: در ظرف مرطوب نگاه دارید
- S۹: در مکانی نگهداری کنید که تهویه مطلوب داشته باشد
- S۱۲: در ظروف دربسته نگاه ندارید
- S۱۳: دور از غذا حیوانات نوشیدنی‌ها و عذای حیوانات نگاه دارید
- S۱۴: دور از نگاه دارید … (مواد مشخص شده توسط سازنده)
- S15: دو از گرما نگاه دارید
- S۱۶: دور از منابع اشتعالزا نگاه‌داری کنید
- S۱۷: دور از مواد آتشزا نگاه‌داری کنید
- S۱۸: با احتیاط حمل کنید
- S۲۰: هنگام استفاده نخورید و نیاشامید
- S۲۱: هنگام استفاده سیگار نکشید
- S۲۲: گرد و خاک را تنفس نکنید
- S۲۳: تنفس نکنید گاز/دود/بخار/افشانه (مشخص شده توسط سازنده)
- S۲۴: از تماس با پوست دوری کنید
- S۲۵: از تماس با چشم دوری کنید
- S26:هنگام برخورد با چشم با آب فراوان بشویید و از کمک‌های پزشکی استفاده کنید
- S۲۷:بلافاصله لباس‌های آلوده شده را در بیاورید
- S۲۸: هنگام برخورد با دست با آب فراوان و… (مشخص شده توسط سازنده)بشویید
- S۲۹: درون جویبارها خالی نکنید
- S۳۰: به این محصول هیچ‌گاه آب اضافه نکنید
- S۳۳:اقدامات پیشگیرانه برای تخلیه بار الکتریکی ساکن در نظر گرفته شود
- S۳۵: این مواد باید در جای امنی نگاه‌داری شود
- S۳۶: لباس مناسب و محافظ بپوشید
- S۳۷: دستکش مناسب بپوشید
- S۳۸: در جای مناسب از جعبه بیرون بیاورید و تهویه مناسب و وسایل هوادهی مناسب داشته باشید
- S۳۹: محافظ صورت/چشم داشته باشید
- S۴۰: برای تمیز کردن این ماده از روی زمین از … (مشخص شده توسط سازنده) استفاده کنید
- S۴۱: در حالت آتش‌زدن/انفجار تنفس نکنید
- S۴۲: در مدت افشاندن افشانه/بخور لباس و تجهیزات مناسب بپوشید (مشخص شده توسط سازنده)
- S۴۳: در حالت آتش‌زدن …(در محیط، به تجهیزات آتش نشانیِ دقیق و مناسب اشاره شود. اگر آب اضافه شود خطر افزایش می‌یابد-هرگز از آب استفاده نکنید)
- S45:در صورت حادثه یا اگر احساس ناخوشی دارید بلافاصله به پزشک مراجعه کنید (در صورت امکان، برچسب را نشان دهید)
- S۴۶:در صورت بلعیده شدن، بلافاصله به پزشک مراجعه کنید و ظرف یا برچسب را نشان دهید
- S۴۷: در دما … °C (مشخص شده توسط سازنده) نگاه داری کنید
- S۴۸:مرطوب نگه داشته شود با … (مواد مناسب توسط سازنده مشخص شود)
- S۴۹: فقط در ظرف اصلی‌اش نگاه‌داری کنید
- S۵۰: با … (مشخص شده توسط سازنده)ترکیب نکنید
- S۵۱: فقط در مکان‌های با تهویه مناسب استفاده کنید
- S52: برای استفاده داخلی در محیط‌های داری سطح بزرگ توصیه نمی‌شود
- S53: از در معرض بودن دوری کنید - قبل از استفاده دستورالعمل‌های ویژه را دریافت کنید
- S56:این مواد و ظروف آن را در محل جمع‌آوری زباله‌های خطرناک یا ویژه دور بریزید
- S57:برای جلوگیری از آلودگی محیطی از محفظه مناسب استفاده کنید
- S59:برای اطلاعات در مورد بازیابی/بازیافت به سازنده/تامین کننده مراجعه کنید
- S60:این مواد و ظرف آن باید به عنوان پسماند خطرناک دور ریخته شود
- S61: از انتشار به محیط خودداری کنید. به دستورالعمل‌های ویژه/برگه داده‌های ایمنی مراجعه کنید
- S62:در صورت بلعیدن، استفراغ نکنید: بلافاصله به پزشک مراجعه کنید و این ظرف یا برچسب را نشان دهید
- S63:در صورت بروز حادثه در اثر استنشاق: مصدوم را به هوای تازه برده و در حالت استراحت قرار دهید
- S64:اگر بلعیده شد، دهان را با آب بشویید (فقط در صورتی که فرد هوشیار باشد)

## ترکیبی
- (S1/2): در مکان قفل شده و دور از دسترس کودکان نگاه دارید
- S3/7:ظرف را محکم بسته در مکانی خنک نگه دارید
- S3/7/9:ظرف را محکم بسته در مکانی خنک و با تهویه خوب نگه دارید
- S3/9/14:ظرف را محکم بسته در مکانی خنک و با تهویه خوب دور از… نگه دارید (مواد ناسازگاری که توسط سازنده مشخص می‌شوند)
- S3/9/14/49:فقط در ظرف اصلی و در مکانی خنک و با تهویه مناسب دور از… نگه دارید (مواد ناسازگاری که توسط سازنده مشخص می‌شوند)
- S3/9/49:فقط در ظرف اصلی و در مکانی خنک و با تهویه خوب نگه داری شود
- S3/14:در مکانی خنک دور از … نگه داری شود (مواد ناسازگاری که توسط سازنده مشخص می‌شوند)
- S7/8:ظرف را محکم بسته و خشک نگه دارید
- S7/9:ظرف را محکم بسته و در مکانی با تهویه خوب نگه دارید
- S7/47:ظرف را محکم بسته و در دمایی نگه دارید که بیش ازC°.... نشود (که توسط سازنده تعیین می‌شود)
- S20/21:موقع استفاده کردن نخورید، نیاشامید و دخانیات مصرف نکنید
- S24/25:از تماس با پوست و چشم‌ها دوری شود
- S27/28:بعد از تماس با پوست، بلافاصله تمام لباس‌های آلوده شده را در بیاورید و بلافاصله با مقدار زیادی از … بشویید (که توسط سازنده معیّن می‌شود)
- S29/35:درون فاضلاب خالی نکنید؛ این ماده و ظرفش را از طریقی امن دور بریزید
- S29/56:درون فاضلاب خالی نکنید؛ این ماده و ظرفش را در محل جمع‌آوری زباله‌های خطرناک یا ویژه دور بریزید
- S36/37:لباس و دستکش محافظتی مناسب بپوشید
- S36/37/39:لباس محافظتی مناسب، دستکش و محافظ چشم/صورت بپوشید
- S36/39:لباس محافظتی مناسب و محافظ چشم/صورت بپوشید
- S37/39:دستکش مناسب و محافظ چشم/صورت بپوشید
- S47/49:فقط در ظرف اصلی نگه دارید، در دمایی که بیشتر از C°... نشود (که توسط سازنده تعیین می‌شود)